# El maestro de capilla
El maestro de capilla (título original en italiano, Il maestro di cappella) es un intermezzo (monólogo cómico) en un acto con música de Domenico Cimarosa y libreto en italiano de autor desconocido. La expresión maestro di cappella equivale al alemán kapellmeister — "maestro del coro u orquesta". Data probablemente entre el año 1786 y el 1793 basado en un libreto de producción desconocida. La primera representación conocida de la obra fue el 2 de julio de 1793 en Berlín, Alemania. Sin embargo, es probable que no fuese el estreno, y los historiadores de música creen que la ópera se estrenó en algún momento entre 1786 y 1792. 
Esta breve ópera es única en su género en cuanto, a diferencia de todos los demás intermedios del siglo XVIII, sólo tiene un cantante, el maestro de capilla como elenco. Debido a la particularidad de tener un personaje aún no se ha descartado la hipótesis de que este trabajo se haya escrito originariamente como una ampliación de un aria para bajo o de una cantata cómica.
Este intermedio es una parodia del maestro de capilla del siglo XVIII y es afín como tipología de aquellos trabajos que satirizaban el ambiente teatral, a los cuales pertenece también otro trabajo escrito por Cimarosa en el año 1786, L'impresario in angustie. Siempre popular entre los grandes buffos (como Fernando Corena y Sesto Bruscantini), sigue representándose con regularidad. 
El maestro de capilla rara vez se representa en la actualidad; en las estadísticas de Operabase aparece con sólo 2 representaciones en el período 2005-2010.

## Argumento
Este entretenido monodrama para bajo buffo representa a un pomposo maestro ensayando con la orquesta, a menudo imitando el sonido de los instrumentos. Un maestro de capilla está intentando poner música a un aria en "stil sublime" siguiendo los detalles de los antiguos maestros, pero cuando la orquesta comienza a probar el efecto es catastrófico, dado que cada instrumentista entra en el momento erróneo durante la ejecución. El maestro entonces se ve obligado a cambiar una y otra vez la parte de cada instrumento; sólo al final puede ejecutarse el aria correctamente a toda la orquesta. Satisfecho por el éxito obtenido decide probar una pieza compuesta por él mismo, el "gran morceau".